# 横滨文化体育馆
横濱文化体育馆，简称横濱文体，是日本横滨中区的一个室内竞技场。该竞技场可容纳观众5,000人，1962年开始使用。

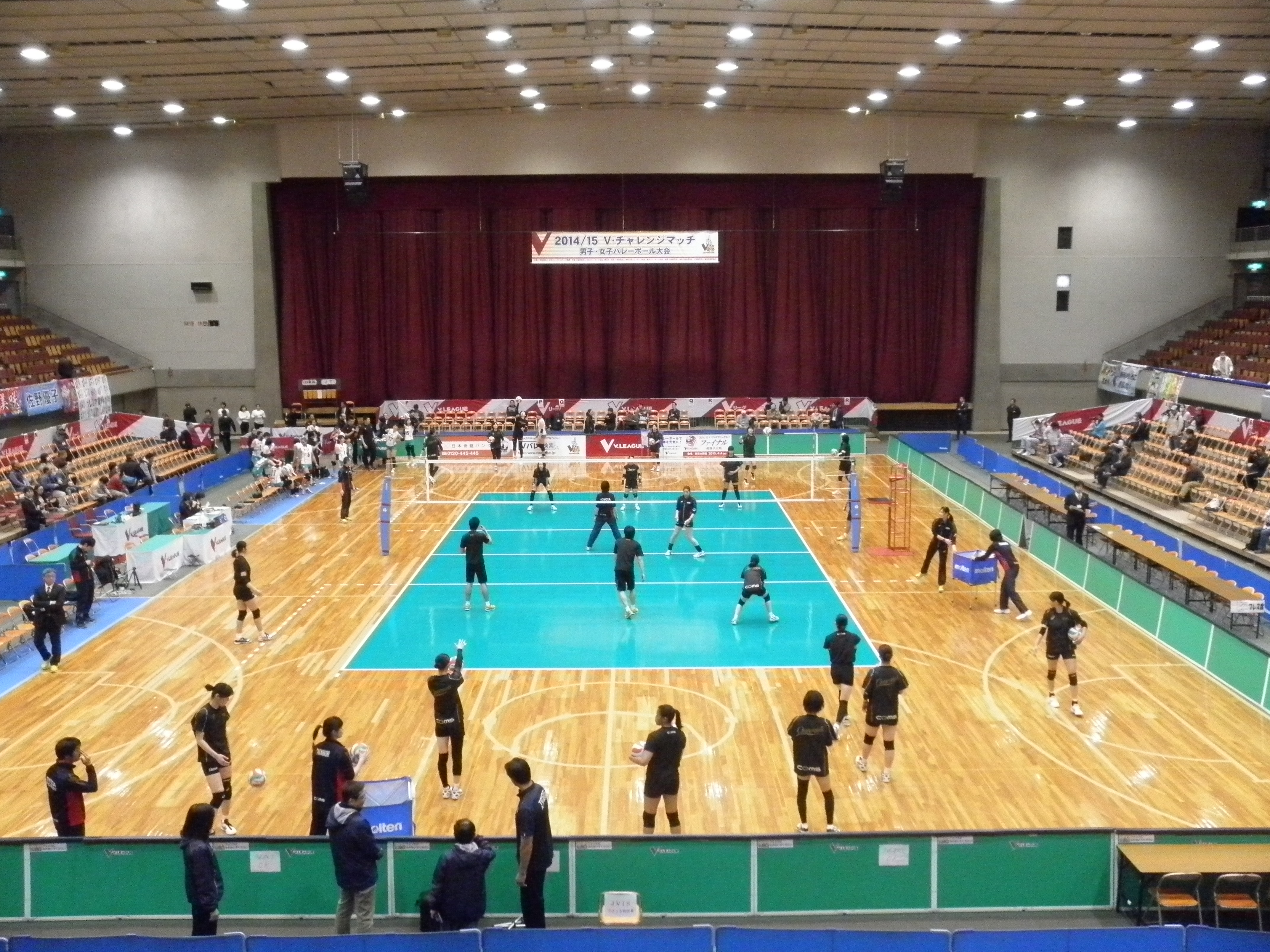

横浜文化体育馆离运营横滨市营地下铁的关内站有五分钟的路程。
本体育馆曾举办过1964年夏季奥林匹克运动会的排球比赛。

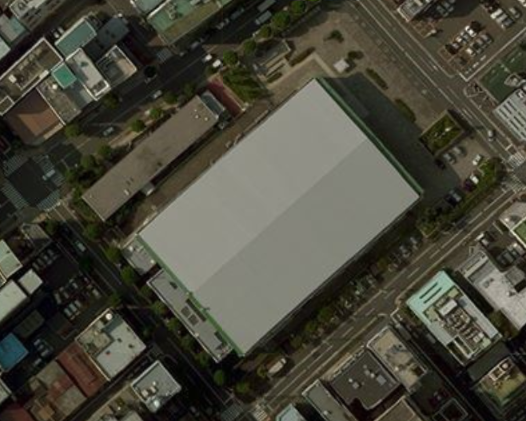
衛星圖